# Lodovico Pozzetti
Lodovico Pozzetti   (Reggio de l’Emília, 1782 - 1854) fou un artista italià del barroc. Es conserva obra seva al Museu Nacional d'Art de Catalunya.